# Partit dels Pobles Nigerians
El Partit de Pobles Nigerians (Nigerian People's Party NPP) fou un dels partits polítics importants que van disputar eleccions en la Segona República nigeriana. El partit va ser format per tres grups importants: el Lagos Progressives, el Club 19, i el Consell Nigerià d'Entesa. El Lagos progressives va incloure alguns polítics de Lagos de l'antic NCNC com Adeniran Ogunsanya, T.O.S. Benson I Kola Balogun. El Consell Nacional d'Entesa estava dirigit per Waziri Ibrahim, mentre que el Club 19 va tenir a Matthew Mbu, Solomon Lar, Omo Omoruyi, Paul Unongo, Antonio Fernandez i altres com membres.
Encara que el partit va ser format per crear un punt de vista plenament nacional, la sortida de Waziri Ibrahim, que va formar un nou partit anomenat Partit dels Pobles de la Gran Nigèria, va suposar una erosió de les polítiques sense fronteres. La sortida de Waziri es va precipitar perquè va voler ser president i també el candidat del partit a la presidència del país. El partit més tard va esdevenir més com un partit nigerià oriental, encara que tenia un cert suport a l'Estat de Plateau, l'estat de Rivers i a Lagos. El partit volia promoure la justícia social i el canvi social com ingredients vitals de la seva missió. El 1979, el partit va escollir l'ex-president anterior Nnamdi Azikiwe com el seu candidat a la presidència sense èxit.
En estats com Imo, dirigents com el governador, Sam Mbakwe va ser elegit amb victòries aclaparadores (per damunt del 80%) a les eleccions a la Cambra de l'estat, a Governadors i a les Presidencials de Nigèria de 1979. A l'estat d'Imo, el Director de Campanya del NPP, Secretari de Partit i el seu arquitecte principal per elegir a Sam Mbakwe, fou Sebastian Okechukwu Mezu.
Abans de les eleccions de 1979 el partit va agafar alguns impactes polítics, aproximadament 254 dels seus candidats foren desqualificats per disputar escons electorals, el segon partit més afectat dels cinc partits importants. No obstant això, el partit va guanyar aproximadament el 17% de la Cambra de Representants i tres eleccions de governador.

## Segona República
Durant la Segona República, el Partit Nacional de Nigèria (NPN) tenia un control dèbil en la Cambra de Representants o estava amb aliança amb el NPP. Aquest va designar uns quants candidats per carteres ministerials per consumar l'aliança. Personalitats del NPP com Ishaya Audu, un candidat a la vicepresidència pel partit, i altres, van ser seleccionats com a ministres. Tanmateix, l'acord es va enfonsar el 1981, i Adeniran Ogunsanya, el president del partit, va demanar a tots els ministres de dimitir; molts no van respondre a la seva trucada i altres es van passar al Partit Nacional de Nigèria.
Va tornar a competir a les eleccions de 1983 però al cap de pocs mesos el cop d'estat del general Muhammadu Buhari va prohibir els partits polítics.